# 2. etape af Post Danmark Rundt 2012
2. etape af Post Danmark Rundt 2012 er en 211 km lang etape. Den bliver kørt den 23. august fra Løgstør til Aarhus.
- Etape: 2. etape
- Dato: 23. august
- Længde: 211 km
- Rute: Løgstør – Trend – Farsø – Viborg – Bjerringbro – Pøt Mølle – Hammel – Borum Eshøj – Pinds Mølle – Stilling – Vitved – Solbjerg – Malling – Beder – Aarhus – og 3 omgange á 4,7 km omkring Strandvejen i Aarhus.
- Gennemsnitshastighed:

## Resultatliste
|    | Navn                   | Land           | Hold                         | Tid          |
| -- | ---------------------- | -------------- | ---------------------------- | ------------ |
| 1  | André Greipel          | Tyskland       | Omega Pharma-Lotto           | 5:12.22 + 10 |
| 2  | Michael van Stayen     | Belgien        | Topsport Vlaanderen-Mercator | + 0.00 + 6   |
| 3  | Steele von Hoff        | Australien     | Garmin-Cervélo               | + 0.00 + 4   |
| 4  | Alexander Kristoff     | Norge          | Team Katusha                 | + 0.00       |
| 5  | Luke Rowe              | Storbritannien | Team Sky                     | + 0.00       |
| 6  | Mark Sehested Pedersen | Danmark        | {{{holdnavn-2011}}}          | + 0.00       |
| 7  | Tom Boonen             | Belgien        | Quick Step                   | + 0.00       |
| 8  | Dennis Vanendert       | Belgien        | Omega Pharma-Lotto           | + 0.00       |
| 9  | Sonny Colbrelli        | Italien        | Colnago-CSF Inox             | + 0.00       |
| 10 | Matteo Pelucchi        | Italien        | Europcar                     | + 0.00       |
| 11 | Ramunas Navardauskas   | Litauen        | Garmin-Cervélo               | + 0.00       |
| 12 | Tom Leezer             | Holland        | Rabobank                     | + 0.00       |
| 13 | Sebastien Turgot       | [[\|]]         | Europcar                     | + 0.00       |
| 14 | Tom Van Asbroeck       | [[\|]]         | Topsport Vlaanderen-Mercator | + 0.00       |
| 15 | Oscar Freire           | Spanien        | Team Katusha                 | + 0.00       |

|    | Navn               | Land           | Hold                                 | Tid      |
| -- | ------------------ | -------------- | ------------------------------------ | -------- |
| 1  | André Greipel      | Tyskland       | Omega Pharma-Lotto                   | 10:07.08 |
| 2  | Alexander Kristoff | Norge          | Team Katusha                         | + 0.14   |
| 3  | Michael van Stayen | Belgien        | Topsport Vlaanderen-Mercator         | + 0.14   |
| 4  | Steele von Hoff    | Australien     | Garmin-Cervélo                       | + 0.16   |
| 5  | Jelle Wallays      | Belgien        | Topsport Vlaanderen-Mercator         | + 0.17   |
| 6  | Nikola Aistrup     | Danmark        | Team Concordia Forsikring-Himmerland | + 0.17   |
| 7  | Jaroslaw Marycz    | Polen          | Saxo Bank-SunGard                    | + 0.18   |
| 8  | Björn Thurau       | Tyskland       | Europcar                             | + 0.19   |
| 9  | Luke Rowe          | Storbritannien | Team Sky                             | + 0.20   |
| 10 | Matteo Pelucchi    | Italien        | Europcar                             | + 0.20   |
| 11 |                    | [[\|]]         | {{{holdnavn}}}                       |          |
| 12 |                    | [[\|]]         | {{{holdnavn}}}                       |          |
| 13 |                    | [[\|]]         | {{{holdnavn}}}                       |          |
| 14 |                    | [[\|]]         | {{{holdnavn}}}                       |          |
| 15 |                    | [[\|]]         | {{{holdnavn}}}                       |          |

## Ekstern henvisning
- Etapeside Arkiveret 3. marts 2016 hos  Wayback Machine på postdanmarkrundt.dk Arkiveret 6. marts 2007 hos  Wayback Machine